# Yala-Nationalpark
Der Yala-Nationalpark ist das bekannteste und älteste Naturschutzgebiet in Sri Lanka. Der etwa 1500 km² große Nationalpark befindet sich im Südosten der Insel auf dem Territorium der Südprovinz und Uva. In ihm sind zahlreiche Säugetier- und Vogelarten beheimatet, was ihn zu einem beliebten Ausflugsziel für Touristen macht.

## Geschichte und Gliederung
Das Gebiet des heutigen Nationalparks war bereits im 2. Jahrhundert v. Chr. von buddhistischen Mönchen bewohnt. Es lag im Herrschaftsbereich des Königreichs Ruhuna, weshalb der Park auch offiziell Ruhuna National Park heißt. 1899 wurden Areale des heutigen Parks erstmals unter Naturschutz gestellt. Gegründet wurde der Nationalpark 1938. Das damalige Gebiet umfasste den heute für Tagestouristen zugänglichen Block 1 von Yala West. Weitere Blöcke (2 bis 5) wurden Yala West bis 1973 angegliedert. Zusätzlich befindet sich im Park ein striktes Naturreservat entlang der Küste. Der Eingang zum östlichen Teil des Parks (Yala East) befindet sich auf zwischen Tamilen und Singhalesen umstrittenen Gebiet und ist daher in der Regel nicht geöffnet. Auch im Park selber kam es zu Konflikten zwischen den Bürgerkriegsparteien. So wurden für Touristen aufgestellte Bungalows im Park von singhalesischem Militär besetzt bzw. von tamilischen Rebellen in Brand gesetzt.

## Vegetation und Flora
Große Teile des Parks erinnern an eine afrikanische Dornbuschsavanne. Die ebene Landschaft wird dabei vereinzelt von hoch herausragenden Felsformationen wie den Elephantenfelsen unterbrochen. Die äußeren Teile des Parks werden dagegen von Monsunwäldern dominiert. Zwei Flüsse, Kumbukkan Oya und Menik Ganga, speisen diese Wälder mit Wasser und bilden dort auch kleine Seen und Tümpel. Weiter fließen sie durch die Ebene und münden im Indischen Ozean. Der etwa 35 km lange Küstenstreifen des Parks ist dicht bewachsen, vor allem an den mit Lagunen versehenen Flussmündungen. Nahe der Küste befindet sich auch ein Sumpfgebiet, das Kumana Mangrave Swamp. Nach der Regenzeit erblühen zahlreiche Wildblumen und Kletterpflanzen. Bäume im Park wie zum Beispiel der Kumbuk (Terminalia arjuna), Halmilla (Berrya cordiflora) und der Palu-Baum (Manilkara hexandra) bieten Schutz und Nahrung für viele Tiere.

## Fauna
Über 30 Säugetier- und über 130 Vogelarten können im Park beobachtet werden. In Yala West leben etwa 30 Leoparden. Dies ist eine der höchsten Leopardendichten der Welt. Weiterhin durchstreifen Elefanten die Ebenen des Parks und Lippenbären bewegen sich durch die Wälder auf der Suche nach Termiten. Vor allem in Küstennähe sind sowohl einheimische Vogelarten, wie auch in den Wintermonaten Zugvögel aus Nordindien, Westasien und Europa zu finden.

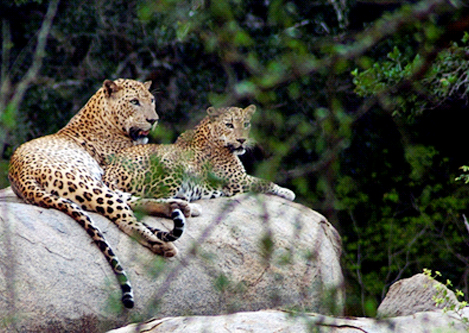
Sri-Lanka-Leoparden im Nationalpark

### Säugetiere
| Asiatischer Elefant (Elephas maximus)         |
| Ceylon-Hulman (Semnopithecus priam thersites) |
| Sri-Lanka-Leopard (Panthera pardus kotiya)    |
| Goldschakal (Canis aureus)                    |
| Lippenbär (Melursus ursinus)                  |

| Halsstreifenmanguste (Herpestes vitticolis)        |
| Sambarhirsch (Cervus unicolor)                     |
| Axishirsch (Axis axis)                             |
| Vorderindisches Schuppentier (Manis crassicaudata) |
| Ceylon-Hutaffe (Macaca sinica)                     |
| Schlanklori (Loris tardigradus)                    |

### Reptilien
| Bengalenwaran (Varanus bengalensis)  |
| Heller Tigerpython (Python molurus)  |
| Sumpfkrokodil (Crocodylus palustris) |

### Vögel
| Blauer Pfau (Pavo cristatus),              |
| Malabarhornvogel (Anthracoceros coronatus) |
| Buntstorch (Mycteria leucocephala)         |

| Blaugesicht-Malkoha (Rhopodytes viridirostri)     |
| Nacktstirnkuckuck (Phaenicophaeus pyrrhocephalus) |

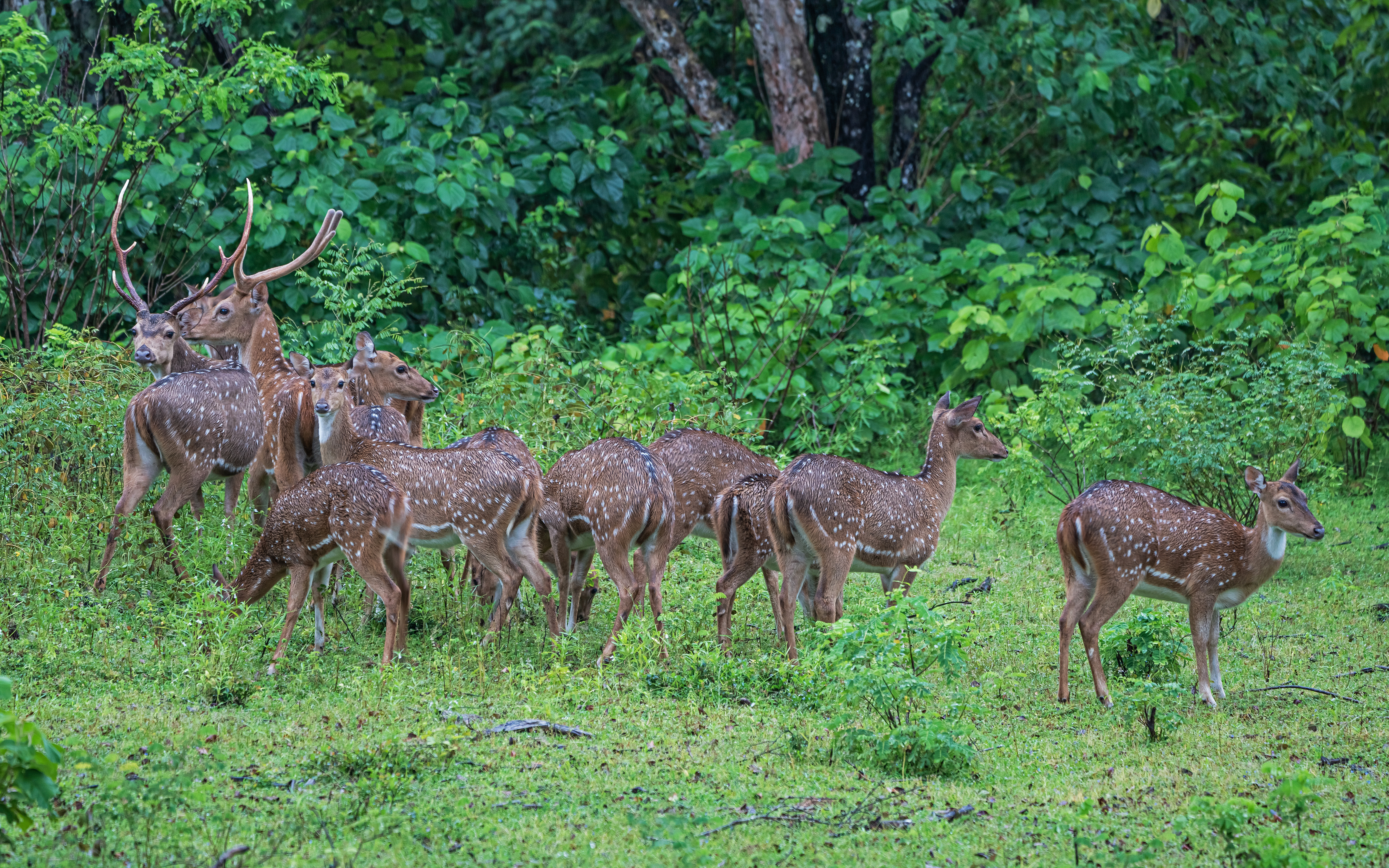
Axishirsche im Yala-Nationalpark
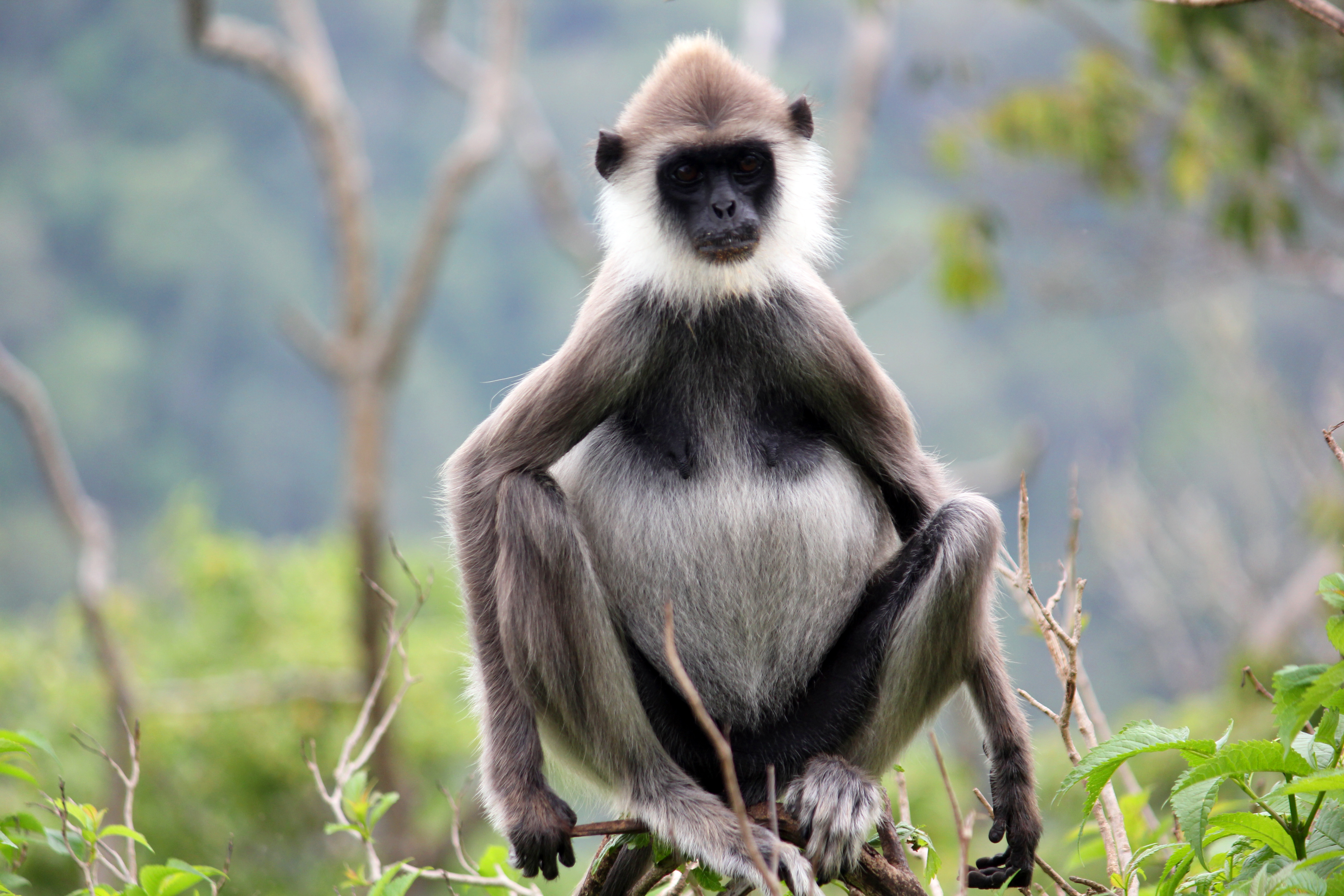
Ceylon-Hulman
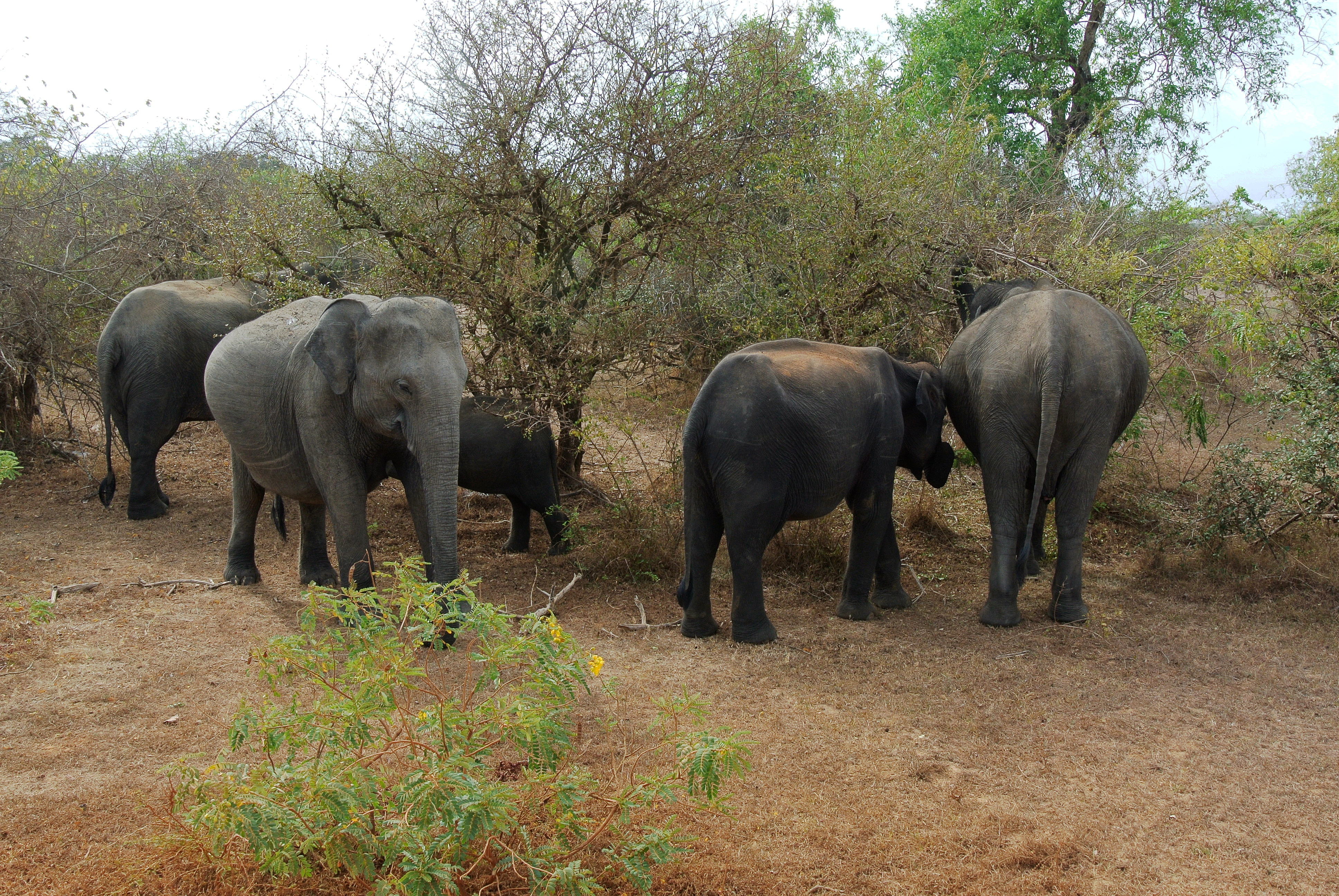
Asiatische Elefanten
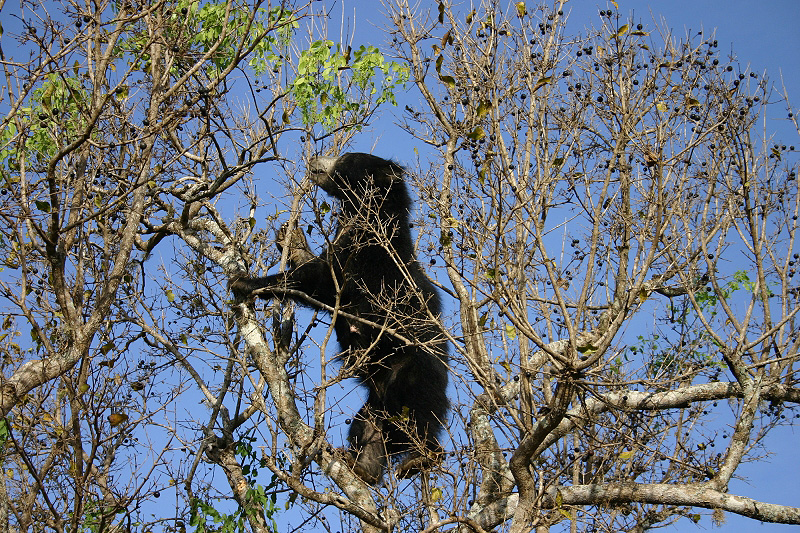
Lippenbär
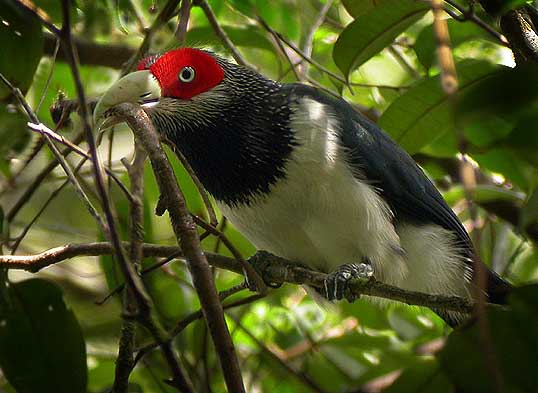
Nacktstirnkuckuck

## Tempelanlagen und Ureinwohner
Im Park befinden sich mehrere Tempelruinen. In Situlpahuwa lebten, so beschreiben es die dort gefundenen Inschriften, bis zu 12.000 Menschen in der Tempelanlage selber bzw. als buddhistische Einsiedlermönche in Felshöhlen um diesen Ort. Weitere Ruinen sind Magulmahavihara, Akashachetiya, Thalaguluhela und Mayagala. Nördlich des Parks liegt die Pilgerstadt Kataragama. Um dorthin zu gelangen, durchqueren jährlich etwa 400.000 Pilger, entweder zu Fuß oder in Konvois, den westlichen Teil des Yala Nationalparks.

## Tourismus
Die meisten Touristen besuchen den Park von Tissamaharama aus. Zwischen August und Mitte Oktober ist der Park aufgrund der Trockenperiode geschlossen. Beste Besuchszeit ist Dezember bis Mai. In Yala West befindet sich ein Wegnetz von etwa 100 km Länge. Die Wege führen vor allem an Wasser und Futterstellen vorbei. Der Park darf nur mit einem einheimischen Führer in einem vom Park bereitgestellten Jeep samt Fahrer besucht werden. Im Park befinden sich Bungalows zur Übernachtung. Außerhalb des Parks kann man in Tissamaharama übernachten.